# Funció subharmònica
En matemàtiques, les funcions subharmòniques i superharmòniques són classes importants de funcions utilitzades àmpliament en equacions en derivades parcials, anàlisi complexa i teoria del potencial.
Intuïtivament, les funcions subharmòniques es relacionen amb les funcions convexes d'una variable de la manera següent. Si la gràfica d'una funció convexa i una línia es tallen en dos punts, aleshores la gràfica de la funció convexa es troba per sota de la línia entre aquests punts. De la mateixa manera, si els valors d'una funció subharmònica no són més grans que els valors d'una funció harmònica al límit d'una bola, aleshores els valors de la funció subharmònica no són més grans que els valors de la funció harmònica també dins de la bola.
Les funcions superharmòniques es poden definir amb la mateixa descripció, només substituint "no més gran" per "no més petit". Alternativament, una funció superharmònica és només el negatiu d'una funció subharmònica, i per aquesta raó qualsevol propietat de les funcions subharmòniques es pot transferir fàcilment a funcions superharmòniques.

## Definició formal
Formalment, la definició es pot enunciar de la següent manera. Deixa {\displaystyle G} ser un subconjunt de l'espai euclidià {\displaystyle \mathbb {R} ^{n}} i sigui{\displaystyle \varphi \colon G\to \mathbb {R} \cup \{-\infty \}} una funció semicontinua superior. Llavors, {\displaystyle \varphi } s'anomena subharmònic si per a qualsevol bola tancada {\displaystyle {\overline {B(x,r)}}} de centre {\displaystyle x} i radi {\displaystyle r} continguda en {\displaystyle G} i cada funció contínua de valor real {\displaystyle h} activat {\displaystyle {\overline {B(x,r)}}} que és harmònic {\displaystyle B(x,r)} i satisfà {\displaystyle \varphi (y)\leq h(y)} per a tots {\displaystyle y} al límit {\displaystyle \partial B(x,r)} de {\displaystyle B(x,r)}, tenim {\displaystyle \varphi (y)\leq h(y)} per a tots {\displaystyle y\in B(x,r).}
Tingueu en compte que per l'anterior, la funció que és idènticament −∞ és subharmònica, però alguns autors exclouen aquesta funció per definició.
Una funció {\displaystyle u} s'anomena superharmònic si {\displaystyle -u} és subharmònica.

## Propietats
- Una funció és harmònica si i només si és alhora subharmònica i superharmònica.
- Si {\displaystyle \phi } és C2 (dues vegades contínuament diferenciable) en un conjunt obert {\displaystyle G} en {\displaystyle \mathbb {R} ^{n}}, llavors {\displaystyle \phi }  és subharmònic si i només si un té https://wikimedia.org/api/rest_v1/media/math/render/svg/0ac090e4725d6c00ecdc08442eca51408916267d activat en {\displaystyle G} , on {\displaystyle \Delta }  és el Laplacià.
- El màxim d'una funció subharmònica no es pot aconseguir a l'interior del seu domini tret que la funció sigui constant, que s'anomena principi de màxim. Tanmateix, el mínim d'una funció subharmònica es pot aconseguir a l'interior del seu domini.
- Les funcions subharmòniques fan un con convex, és a dir, una combinació lineal de funcions subharmòniques amb coeficients positius també és subharmònica.
- El màxim puntual de dues funcions subharmòniques és subharmònica. Si el màxim puntual d'un nombre comptable de funcions subharmòniques és semicontinu superior, llavors també és subharmònic.
- El límit d'una seqüència decreixent de funcions subharmòniques és subharmònica (o idènticament igual a https://wikimedia.org/api/rest_v1/media/math/render/svg/ca2608c4b5fd3bffc73585f8c67e379b4e99b6f1).
- Les funcions subharmòniques no són necessàriament contínues en la topologia habitual, però es pot introduir la topologia fina que les fa contínues.

## Exemples
Si {\displaystyle f} llavors és analític {\displaystyle \log |f|} és subharmònica. Es poden construir més exemples utilitzant les propietats enumerades anteriorment, prenent màxims, combinacions convexes i límits. A la dimensió 1, totes les funcions subharmòniques es poden obtenir d'aquesta manera.